# Glossotrophia perfalsaria
Glossotrophia perfalsaria är en fjärilsart som beskrevs av Louis Beethoven Prout 1934. Glossotrophia perfalsaria ingår i släktet Glossotrophia och familjen mätare. Inga underarter finns listade i Catalogue of Life.